# Saracena
Saracena is een gemeente in de Italiaanse provincie Cosenza (regio Calabrië) en telt 4226 inwoners (31-12-2004). De oppervlakte bedraagt 111,6 km², de bevolkingsdichtheid is 37 inwoners per km².
De volgende frazioni maken deel uit van de gemeente: Zoccalia.

## Demografie
Saracena telt ongeveer 1543 huishoudens. Het aantal inwoners daalde in de periode 1991-2001 met 4,7% volgens cijfers uit de tienjaarlijkse volkstellingen van ISTAT.
| Jaar | Inwoneraantal |
| ---- | ------------- |
| 1991 | 4522          |
| 2001 | 4309          |

## Geografie
Saracena grenst aan de volgende gemeenten: Altomonte, Castrovillari, Firmo, Lungro, Morano Calabro, Mormanno, Orsomarso, San Basile.